# Indikatori energetske učinkovitosti
Indikatori energetske učinkovitosti od velike su važnosti za ciljeve energetske politike i politike okoliša. Sadašnja provedba politike u zemljama Europske unije, obveze povezane s klimatskim promjenama, nadziranje bijele knjige Komisije za energetsku učinkovitost i nadziranje politike kogeneracije zahtijevaju sve bolje razumijevanje razlika sektora potrošnje država članica EU, njihovih energetskih sustava i mogućnosti za napredovanje. Svrha energetskih indikatora je praćenje i usporedba energetske učinkovitosti i političkih trendova u zemljama EU-27 uključujući Norvešku i Hrvatsku. Ne mjere se indikatorima iz analitičke perspektive samo učinci mjera politike energetske učinkovitosti (npr. propisi, ekonomski i fiskalni poticaji, informacije), nego i razni drugi faktori, kao što su utjecaj cijena energije, utjecaj drugih smjernica koje mogu neizravno pridonijeti porastu potražnje za energijom i utjecaj nezavisnog tehničkog napretka. Sintetsko nadziranje smjernica energetske učinkovitosti i njihovih utjecaja, pruža dodatne informacije o najučinkovitijim smjernicama u različitim sektorima potražnje. Pokazatelji energetske učinkovitosti razmatraju se za sektor neposredne potrošnje energije (u sklopu kojeg se promatraju kućanstva, uslužni sektor i zgradarstvo, poljoprivreda, industrija i promet). Kao pokazatelji, osim neposredne potrošnje energije i bruto dodane vrijednosti (BDV) kao značajki rasta pojedine grupe potrošnje energije, promatraju se i indeks poboljšanja energetske učinkovitosti ODEX, indeks energetske intenzivnosti, odnos primarne i finalne energetske intenzivnosti te strukturni makroekonomski utjecaj na energetsku intenzivnost.

## Ciljevi indikatora energetske učinkovitosti

###### Indikatori energetske učinkovitosti imaju nekoliko ciljeva:
- nadzor ciljeva postavljenih na nacionalnim i međunarodnim razinama u energetskoj učinkovitosti i programima smanjenja CO2
- procjena smjernica i programa energetske učinkovitosti ministarstva, agencije za energiju ili organizacije zadužene za provedbu programa energetske učinkovitosti moraju osigurati redovne procjene da bi opravdale svoj rad i velike količine proračunskog novca koji je utrošen za potporu tim programima ili za rad agencija energetske učinkovitosti
- planiranje budućih radnji, uključujući programe istraživanja i razvoja
- udovoljavanje modelima prognoze energetske potražnje i poboljšanje kvalitete prognoza; tehničko-ekonomski modeli, koje karakterizira visoka razina desegregacije (krajnje uporabe), koriste indikatore energetske učinkovitosti da bi razjasnili buduće promjene energetske učinkovitosti
- međudržavne usporedbe, ključno pitanje povezano s međunarodnim pregovorima o klimatskim promjenama

Indikatori energetske učinkovitosti podijeljeni su po makro-indikatorima, definiranim na razini gospodarstva kao cjeline, na razini sektora ili pod-sektora (industrijski proces, način transporta ili krajnja uporaba u sektoru kućanstva).

## Vrste indikatora

### Uzimaju se u obzir tri vrste indikatora sukladno njihovoj ulozi:
- indikatori koji prate trendove energetske učinkovitosti i smanjenja CO2 po državi: indikatori opisa i objašnjenja
- indikatori koji uspoređuju razine obavljanja energetske učinkovitosti države s drugim državama
- indikatori difuzije koji mjere difuziju (tj. prodiranje na tržište) učinkovitih tehnologija i praksi

### Indikatori koji prate trendove energetske učinkovitosti
Smatra se da četiri vrste indikatora prate trendove energetske učinkovitosti:
- intenziteti energije/ugljika, povezuju potrošnju energije [mjerenu u jedinicama energije: tona ekvivalentne nafte (ten), džul …], ili emisije CO2 s indikatorom aktivnosti mjerenimu novčanim jedinicama (bruto domaći proizvod,dodana vrijednost …)
- tehničko-ekonomski omjeri ili jedinična potrošnja/jedinična emisija CO2, koji povezuju potrošnju energije ili emisiju CO2 s indikatorom aktivnosti mjerenim fizičkim mjerilima: ( /100 km za automobile, ten po toni cementa, kWh po hladnjaku, ekvivalent dizela po m2 prostora za grijanje u stanu itd.)
- indeks napretka energetske učinkovitosti, zvan ODEX, definiran na razini sektora (industrije, transporta, kućanstava) ili čitavog gospodarstva (svi krajnji potrošači). Indeks se dobiva zbrajanjem promjena jedinične potrošnje na detaljnim razinama, pod-sektorskom ili krajnjom potrošnjom, praćenim tijekom određenog razdoblja. Varijacije jedinične potrošnje mjere se indeksom, što omogućuje korištenje raznih jedinica za detaljni indikator (kWh/aparatu, ten/m2, …). Korištenjem odgovarajućih fizičkih parametara, ODEX indikator daje dobru procjenu napretka energetske učinkovitosti s gledišta političke procjene. ODEX je alternativa skupnim monetarnim energetskim intenzitetima za praćenje trendova energetske učinkovitosti po sektorima, jer intenziteti uključuju mnoge faktore koji nisu izravno povezani s energetskom učinkovitošću. Na sličan se način može izračunati indeks CO2
- uštede energije/ CO2 koje izražavaju varijacije ODEX-a, u kategorijama količine ušteđene energije (Mten) ili ušteđenog CO2 (Mt), u usporedbi sa situacijom bez napretka energetske učinkovitosti

Ovi se indikatori mogu skupiti u 3 grupe, sukladno njihovoj razini kompleksnosti i mogućnosti objašnjenja praćenih trendova:
- naslovni/opisni indikatori koji većinom opisuju ukupne trendove energetske učinkovitosti s makro-ekonomskog gledišta; ti opisni indikatori izračunavaju se iz redovnih službenih ekonomskih i energetskih statistika, kao izravan omjer potrošnje energije i makro-ekonomske varijable
- indikatori objašnjenja/problema koji idu u veće detalje (krajnja uporaba, način trasporta) i kojima je cilj objasniti trendove zabilježene u naslovnim indikatorima; takvi indikatori problema mogu se oslanjati na redovne statistike, ali se također mogu i procijeniti ili poticati iz anketa; obično uključuju izračunske procedure koristeći standardnu metodologiju (izračunati omjeri). Intenziteti postojanih struktura, ODEX ili uštede energije su indikatori objašnjenja

### Indikatori usporedbe
Predložene su dvije vrste indikatora za usporedbu energetskih performansi među zemljama:
- prilagođeni indikatori, prilagođeni su za strukturalne razlike među zemljama da bi omogućili preciznije usporedbe među njima; prilagodbe rade ispravke za razlike u ekonomskim (opća cjenovna razina, ekonomska i industrijska struktura), zemljopisnim ili klimatskim situacijama zemalja. Prosjek EU se obično uzima kao mjerilo za prilagodbe. Prilagodba na istu cjenovnu razinu izrađuje se koristeći paritete kupovne moći (pkm). Da bi imala značaj, usporedba bi se trebala izraditi na temelju posljednje dostupne godine i s važećim paritetima kupovne moći ili s konstantnim paritetima, s recentnom temeljnom godinom (npr. pkm 2000.)
- kriterijski ili ciljni indikatori, koji pokazuju razliku između stvarnih vrijednosti nekih indikatora i polazišnih/ciljnih vrijednosti za određenu zemlju. Izračunavaju se za svaku zemlju s njenim karakteristikama i energetskim performansama ciljnih zemalja (npr. najbolje performanse EU) ili kriterijskim vrijednostima. Razlika između zabilježene vrijednosti nekog indikatora i ciljne/kriterijske vrijednosti može pokazati ostvarivi potencijal za poboljšanje energetske učinkovitosti

### Indikatori difuzije
Svrha ovih indikatora je dopuna postojećih indikatora energetske učinkovitosti. Njih je, u osnovi, lakše pratiti i češće se ažuriraju od indikatora energetske učinkovitosti koji ovise o dostupnosti podataka o krajnjoj potrošnji. Razmatrane su tri vrste indikatora:
- prodor učinkovitih tehnologija na tržište: broj prodanih učinkovitih žarulja, % oznake A u novim prodajama električnih uređaja, …
- difuzija/širenje energetski učinkovitih običaja, % putnika u javnom prijevozu i putnika na ne-motornim sredstvima; % prometa roba željeznicom i kombinirani željezničko-cestovni promet; % učinkovitih procesa u industriji, …
- prodor na tržište obnovljivih za krajnju uporabu (broj solarnih grijača za vodu, % grijaćih bojlera na drva, …)

Ti indikatori će biti korišteni za dopunu procjene sektorskih trendova energetske činkovitosti.

## Vanjske poveznice
1. www.fer.unizg.hr – Goran Čačić: »Poboljšanje efikasnosti korištenja energije i održivosti gradova uvođenjem sustavnog gospodarenja energijom«  Arhivirana inačica izvorne stranice od 1. veljače 2012. (Wayback Machine)
2. International Energy Agency‌ – Energy efficiency: Indicators (engl.)
3. Phylipsen Climate Change Consulting – G.J.M. Phylipsen: »Energy Efficiency Indicators. Best practice and potential use in developing country policy making« (engl.)